# Macrosiphoniella jaroslavi
Macrosiphoniella jaroslavi är en insektsart. Macrosiphoniella jaroslavi ingår i släktet Macrosiphoniella och familjen långrörsbladlöss. Inga underarter finns listade i Catalogue of Life.